# Ukraińska Hokejowa Liga
Ukraińska Hokejowa Liga (UHL) (ukr. Українська хокейна ліга (УХЛ) – Ukrajinśka Chokejna Liha; ros. Украинская хоккейная лига» (УХЛ) – Ukrainskaja Chokkiejnaja Liga) – liga w hokeju na lodzie na Ukrainie.

## Historia
Na początku czerwca 2016 zostało powołane profesjonalne stowarzyszenie ukraińskich klubów pod nazwą Ukraińska Hokejowa Liga, którą stworzyło osiem klubów: Biłyj Bars Biała Cerkiew, Donbas Donieck, Generals Kijów, Junist´ Charków, HK Krzemieńczuk, Kryżynka-Kompańjon Kijów, Krywbas Krzywy Róg, Wytiaź Charków. Dyrektorem wykonawczym Ukraińskiej Hokejowej Ligi został Serhij Warłamow. 26 sierpnia 2016 została podpisana umowa, na mocy której Federacja Hokeja Ukrainy przekazała organizację rozgrywek o mistrzostwo Ukrainy na rzecz UHL. Ustalono, że każda drużyna w sezonie zasadniczym rozegra 40 meczów w ośmiu rundach, zaś w fazie play-off rywalizacja będzie przebiegać do czterech zwycięstw. Kadra ekip została ograniczona do 30 hokeistów, a limit obcokrajowców występujących w drużynie (w poprzednich sezonach był nieustalony) wyznaczono na 10 zawodników. 8 września została zainicjowana oficjalna witryna internetowa rozgrywek (uhl.com.ua/). 7 września 2016 odbyła się oficjalna konferencja prasowa przed startem sezonu, na której potwierdzono, że w lidze UHL 2016/2017 wystąpi sześć drużyn (Biłyj Bars Biała Cerkiew, Donbas Donieck, Generals Kijów, HK Krzemieńczuk, Krywbas Krzywy Róg, Wytiaź Charków); po sezonie zasadniczym (120 meczów w 8 rundach, po 40 każdej drużyny), nastąpi faza play-off dla czterech pierwszych zespołów od półfinału; za transmisję telewizyjną rozgrywek odpowiada kanał XSport. Inauguracja sezonu nastąpiła 9 września 2016 meczem Donbas Donieck – Generals Kijów (4:0). 7 kwietnia 2017 mistrzostwo zapewniła sobie drużyna Donbasu po zwycięstwie 2:1 w szóstym meczu finału przeciw HK Krzemieńczuk (przesądzającego gola zdobył Jehor Jehorow). Ta sama drużyna zwyciężała w kolejnych sezonach, triumfując 28 marca 2018, 12 kwietnia 2019.
Przed sezonem 2019/2020 Ukraińska Hokejowa Liga przedłużyła umowę z Federacją Hokeja Ukrainy na organizację mistrzostw Ukrainy w hokeju na lodzie. W tej edycji, wydłużonej czasowo z uwagi na pandemię COVID-19 i zakończonej 20 października 2020, zwyciężył HK Krzemieńczuk pokonując Donbas. W sezonie 2020/2021 triumfował ponownie Donbas.
Z dniem 1 października 2021 p.o. dyrektora generalnego spółki UHL był Dmytro Chrystycz, a 11 listopada 2021 ogłoszono jego mianowanie na to stanowisko. W trakcie rozgrywek kluby Donbas Donieck i HK Kramatorsk zostały oskarżone o oszustwa dotyczące składów drużyn m.in. polegające na umożliwianiu gry zawieszonym zawodnikom, w związku z tym 25 listopada 2021 władze UHL zawiesiły oba kluby, po czym ich władze ogłosiły odejście z rozgrywek i utworzenie nowej ligi (Ukraińska Hokejowa Super Liga), do której dołączyły też trzej inni uczestnicy UHL: HK Mariupol, Biłyj Bars Biała Cerkiew, Sokił Kijów, a poza tym także Dynamo Charków i Altajir Drużkiwka. Symbolicznego rozpoczęcia nowej ligi UHSL dokonał prezydent Narodowego Komitetu Olimpijskiego Ukrainy, Serhij Bubka. W styczniu 2022 Federacja Hokeja Ukrainy zawiesiła 171 osób (zarówno działaczy jak i zawodników) z sześciu klubów w związku z udziałem w UHSL. Po inwazji Rosji na Ukrainę z 24 lutego 2022 rozgrywki zostały zawieszone przez FHR. W maju 2022 narodowa federacja uznaniowo przyznała medale mistrzostw Ukrainy za sezon.
Po sezonie 2022/2023 Federacja Hokeja Ukrainy nie przyznała prawa do organizowania zawodów innym strukturom, takim jak Ukraińska Hokejowa Liga, w związku z czym zdecydowano o samodzielnej organizacji mistrzostw Ukrainy.
W listopadzie 2021 kluby hokejowe Donbas Donieck, Biłyj Bars Biała Cerkiew i Dynamo Charków wystąpiły do sądu z pozwem o pozbawienie FFHU praw korporacyjnych w UHL, a 5 kwietnia 2023 Północny Gospodarczy Sąd Apelacyjny wskazał na bezzasadność i bezzasadność ich żądań oraz odmówił zaspokojenia roszczenia w całości.

## Edycje
| Rok  | I miejsce       | II miejsce      | III miejsce              | Sezon zasadniczy |
| ---- | --------------- | --------------- | ------------------------ | ---------------- |
| 2017 | Donbas Donieck  | HK Krzemieńczuk | Krywbas Krzywy Róg       | HK Krzemieńczuk  |
| 2018 | Donbas Donieck  | HK Krzemieńczuk | Biłyj Bars Biała Cerkiew | Donbas Donieck   |
| 2019 | Donbas Donieck  | Dnipro Chersoń  | HK Krzemieńczuk          | Donbas Donieck   |
| 2020 | HK Krzemieńczuk | Donbas Donieck  | Dnipro Chersoń           | HK Krzemieńczuk  |
| 2021 | Donbas Donieck  | Sokił Kijów     | HK Krzemieńczuk          | Donbas Donieck   |
| 2022 | Sokił Kijów     | HK Krzemieńczuk | Dnipro Chersoń           | –                |